# Mazda J (двигатель)
Двигатели Mazda серии J — семейство автомобильных двигателей V6, с чугунным блоком цилиндров, легкосплавными головками и ременным приводом DOHC или SOHC. Первые V-образные 6-цилиндровые двигатели производства Mazda и единственные бензиновые двигатели Mazda конфигурации V6 с чугунным блоком цилиндров. Использовались на платформе Mazda H, это автомобили Mazda 929, Efini MS-9 и Mazda Luce, а также на платформах Mazda L (Mazda MPV) и Mazda S (Mazda Bongo). Двигатели собирались на заводе Miyoshi Plant в Хиросиме, Япония.

## Двигатели
JF
Двигатель JF объёмом 2,0 литров (1997 куб.см) — SOHC 12-клапанный V6 продольной установки. Устанавливался между 1986 и 1991 годами на Mazda 929 (1986—1989) и японских Mazda Luce (1986—1989). Внутренний диаметр цилиндра и ход поршня 74,0×77,4 мм, степень сжатия 9,2. Максимальная мощность 110 л.с. при 5500 об/мин, максимальный крутящий момент 168 Нм при 4000 об/мин.
JF-T
Двигатель JFT объёмом 2,0 литра (1997 куб.см) — турбо-вариант двигателя JF. Устанавливался между 1986 и 1991 годами на Mazda Luce. Внутренний диаметр цилиндра и ход поршня 74,0×77,4 мм, степень сжатия 8,0. Максимальная мощность 145 л.с. при 5000 об/мин, максимальный крутящий момент 230 Нм при 2500 об/мин.
JE
Двигатель JE объёмом 3,0 литра (2954 куб.см) SOHC 18-клапанный V6 использовался на Mazda MPV (1989—1998) и Mazda 929 (1988—1991). Внутренний диаметр цилиндра и ход поршня 90,0×77,4 мм, степень сжатия 8,5. Максимальная мощность 160 л.с. при 5500 об/мин, максимальный крутящий момент 235 Нм при 4000 об/мин.
JE устанавливался на:
- Mazda 929 (1986—1989)
- Mazda Luce (Япония, 1986—1989)
- Mazda 929 (1990—1994)
- Efini MS-9 (1991—1993)

JE-ZE
Двигатель JE-ZE, DOHC-вариант двигателя JE, установленный на Mazda 929 S (1990—1995), выдавал мощность 203 л.с. (151 кВт). Двигатель отличался степенью сжатия 9,5, максимальной мощностью 200 л.с. (6000 об/мин) и максимальным крутящим моментом 272 Нм (3500 об/мин).
J5
Двигатель J5-DE объёмом 2,5 литра (2494 куб.см) это DOHC мотор мощностью 159 л.с. (119 кВт). Устанавливался на Mazda 929 (1990—1994), Efini MS-9 (1991—1993) и Mazda Bongo. Внутренний диаметр цилиндра и ход поршня 82,7×77,4 мм, степень сжатия 9,0. Максимальная мощность 160 л.с. при 6000 об/мин, максимальный крутящий момент 211 Нм при 3500 об/мин.